# 下井真介
下井 真介（しもい しんすけ、1957年- ）は、日本のラグビーレフリー（審判員）。レフリーと兼任で小学校の教員も務めている。

## 略歴
東京学芸大学卒業。なおトップリーグでは2003-2004シーズン第1節のサントリーサンゴリアス対神戸製鋼コベルコスティーラーズ にてトップリーグでのレフリー初担当。
その後杉並区ラグビーフットボール協会副会長に就任、。